# Jean-Pierre April

Jean-Pierre April

Jean-Pierre April (n. 16 iulie 1948, Rivière-du-Loup) este un romancier, nuvelist, eseist și un critic literar canadian.
A urmat studii la Facultatea de litere a Universității Laval, obținând licența în 1971, iar în prezent lucrează ca profesor de limba franceză la Colegiul de învățământ general și profesional din Victoriaville.
Jean-Pierre April a scris patruzeci de nuvele, două culegeri și un roman. 
În eseul "Perspectives de la science-fiction québécoise" ("Perspectivele Science Fiction în Quebec "), Jean-Pierre April scria în 1979: "Au pays du paradoxe l'oxymoron est roi" (În țara paradoxului, the oximoronul este rege), pentru a sublinia aplecarea sa spre opoziții, contradicții și heterogenitate.
Este laureat de mai multe ori a premiului Boréal, pentru  Jackie, je vous aime... (1980), La Machine à explorer la fiction (1981) și Télétotalité (1981), câștigător, în 1985, al concursului Septième Continent și a primit Aurora Award (Premiul Aurora) pentru Les Voyages Thanatologiques de Yan Malter (1996) și Berlin-Bangkok (1990).

## Opere (selecție)
- La Machine à explorer la fiction, nuvelă, Le Préambule, 1980
- Télétotalité, nuvelă, Hurtubise HMH, 1984
- Le Nord électrique, roman, Le Préambule, 1986
- Berlin-Bangkok, roman, Logiques-Fictions, 1989; J’ai lu, 1993.
- N’ajustez pas vos hallucinettes, nuvelă, Québec/Amérique, 1991
- Chocs baroques, (Prefață de Michel Lord) nuvelă, BQ (Bibliothèque québécoise), 1991
- Les Voyages thanatologiques de Yan Malter, Roman, Québec/Amérique, 1995
- Les Ensauvagés, roman, XYZ Éditeur, 2006.
- Mon père a tué la Terre, roman-nuvelă, XYZ Éditeur, 2008
- Ici Julie Joyal, roman, XYZ Éditeur, 2009.
- La danse de la fille sans jambes, roman, XYZ Éditeur, 2009.
- Histoires humanimales, nuvelă, XYZ Éditeur, 2011.